# Úněticei kultúra

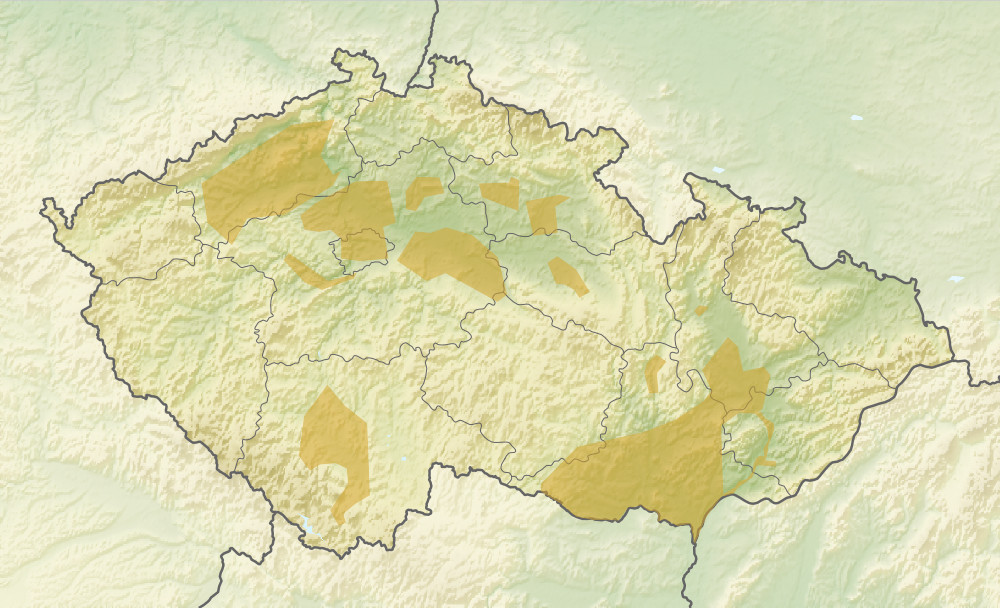
Az úněticei kultúra Csehországban

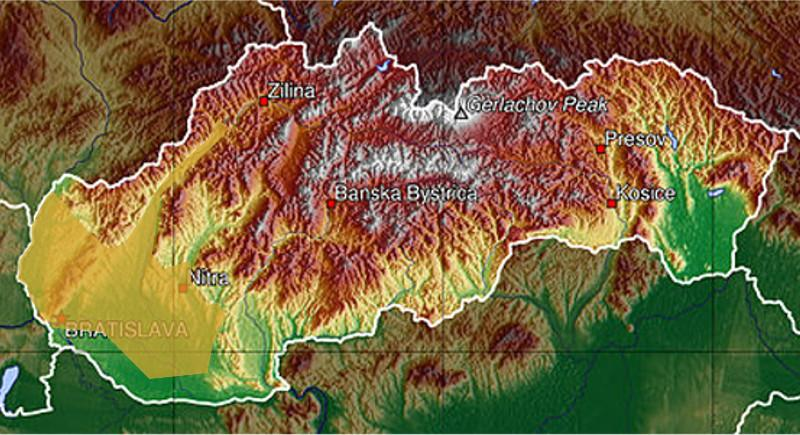
Jelentősebb lelőhelyek Szlovákiában

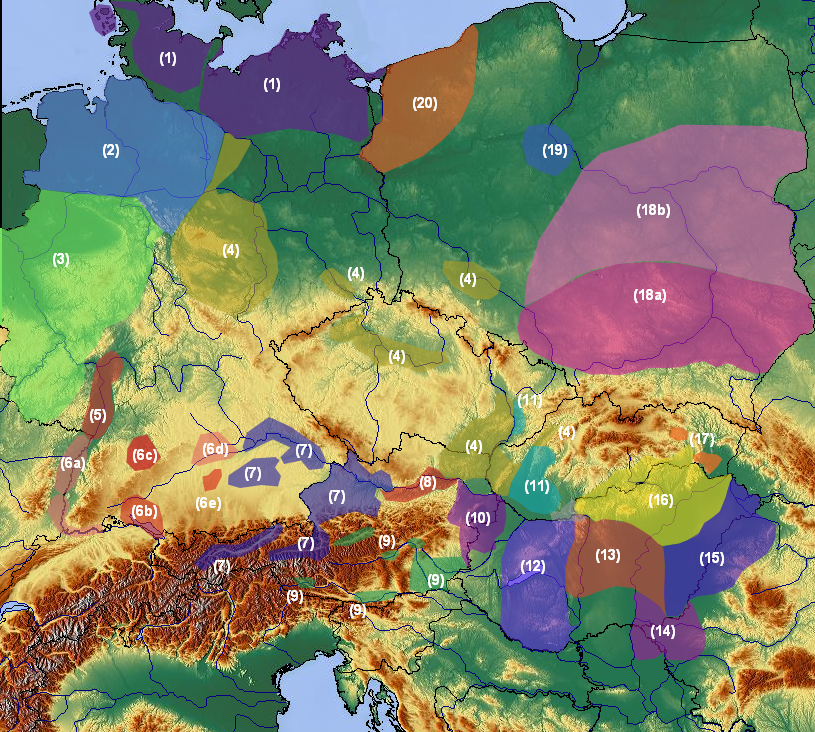
Közép-európai bronzkori kultúrák elterjedése

Az úněticei kultúra (vagy németesen aunjetitzi kultúra) közép-európai elterjedtségű, kora bronzkori régészeti kultúra, amely nagyjából i. e. 2300-1800 között állt fenn. Nevét a Prágától északnyugatra fekvő Únětice községről kapta. A kultúrának Csehországban és Szlovákiában mintegy 1400, Lengyelországban 550, Németországban 500 lelőhelye ismert, de szórványosan jelen volt a mai Ausztria északkeleti és Ukrajna nyugati részén is. 

## Kutatástörténete
1879-ben a cseh orvos és amatőr régész Čeněk Rýzner egy temetőt talált az Únětice falu melletti Holý Vrch dombon; a kultúra erről az ásatási helyszínről kapta a nevét. Nagyjából ugyanekkor a dél-morvaországi Měnínben A. Rzehak is feltárta a kultúra egyik temetőjét. E korai felfedezéseket követően az 1920-as években is  számos más helyszínt tártak fel, többek között Němčice nad Hanou-ban (1926), Prága környékén, Polepyben (1926–1927) és Šardičkyban (1927).
Németországban F. Klopfleisch már 1877-ben kiásott egy fejedelmi sírt, azt azonban helytelenül a vaskori hallstatti kultúrának tulajdonította. Az elkövetkező években Baalbergében, Helmsdorfban, Nienstädtben, Körnerben, Leubingenben és számos más helyen fedeztek fel úněticei lelőhelyeket.
A ma Lengyelországhoz tartozó Sziléziában Hans Seger (1864–1943) fedezett fel úněticei kultúrához kapcsolódó leleteket Przecławicében. A nagy-lengyelországi régióban Józef Kostrzewski 1931-ben ásott ki egy fejedelmi nekropoliszt Łęki Małéban, de itt a jelentős felfedezésekre csak 1953-ban és 1955-ben került sor. Kostrzewski 1935-ben publikálta először eredményeit és egyben összehasonlította az úněticeit a vele egyidős nyugat-lengyelországi iwnói kultúrával. 1960-ban Wanda Sarnowska kezdte el ásatásait a Wrocław melletti Szczepankowicáben, ahol újabb temetőt tártak fel. Eredményeit 1969-ben adta közre egy monográfiában, amelyben Lengyelország akkor ismert 373 úněticei lelőhelyét is katalogizálta.
1963-ban V. Moucha elkészítette a kultúra első egységes, a kerámiák és fémtárgyak tipológiájára alapozott csehországi kronológiáját. Hat korszakot tartalmazó rendszerét lengyel és német kollégái is adaptálták.
Újabban felismerték, hogy a kereskedelem révén a kultúra valamilyen mértékben Európa nagy részére hatással volt. Cserépedényeit és bronztárgyait Írországban, Skandináviában, az Itáliai-félszigeten és a Balkánon egyaránt megtalálták. Egyes feltételezések szerint az úněticeiek közvetítőként szolgálhattak az indoeurópai nyelvcsoportok (mint az italo-kelta, a germán és talán a balti-szláv) között.
Az úněticei kultúra egyik elődjének tekinthető az őt időben megelőző nyitrai kultúra. Lehanyatlása után kerámiakészítő hagyományai felismerhetők a keleti trzcinieci kultúra cserépedényeiben. 

## Kronológiája
Az úněticei kultúra Paul Reinecke kronológiai rendszerében a bronzkori A1 és A2 korszakra terjed ki.:
- A1: i. e. 2300–1950: háromszögletű tőrök, laposbalták, kő csuklóvédők, tűzkő nyílhegyek
- A2: i. e. 1950–1700: fémmarkolatú tőrök, peremes balták, hosszú nyelű "alabárdok", perforált gömbölyű fejű tűk, tömör karperecek

| Korszak           | Reinecke 1924 | Moucha 1963                                                 | Pleinerová 1967                                             | Bartelheim 1989                                             | Bartelheim 1989                                             | Abszolút kormeghatározás |
| ----------------- | ------------- | ----------------------------------------------------------- | ----------------------------------------------------------- | ----------------------------------------------------------- | ----------------------------------------------------------- | ------------------------ |
| Késő kőrézkorszak | (A0)          | 1. Proto-Únětice                                            | Ia Ib                                                       | Ó-Únětice                                                   | 1                                                           | i. e. 2300–2000          |
| Késő kőrézkorszak | (A0)          | 2. Korai Únětice                                            | Ia Ib                                                       | Ó-Únětice                                                   | 1                                                           | i. e. 2300–2000          |
| Késő kőrézkorszak | (A0)          | 3. Közép-Únětice                                            | II                                                          | Ó-Únětice                                                   | 2                                                           | i. e. 2300–2000          |
| Késő kőrézkorszak | (A0)          | 4. Preklasszikus Únětice                                    | II                                                          | Ó-Únětice                                                   | 2                                                           | i. e. 2300–2000          |
| Korai bronzkor    | A1            | 5. Klasszikus Únětice                                       | III                                                         | Késői Únětice                                               | 3                                                           | i. e. 2000-1800          |
| Korai bronzkor    | A2            | 6. Posztklasszikus Únětice                                  | III                                                         | Késői Únětice                                               | 3                                                           | i. e. 1800–1700          |
| Középső bronzkor  | B2            | Halomsíros kultúra (nyugaton), Trzcinieci kultúra (keleten) | Halomsíros kultúra (nyugaton), Trzcinieci kultúra (keleten) | Halomsíros kultúra (nyugaton), Trzcinieci kultúra (keleten) | Halomsíros kultúra (nyugaton), Trzcinieci kultúra (keleten) |                          |

## Alcsoportok

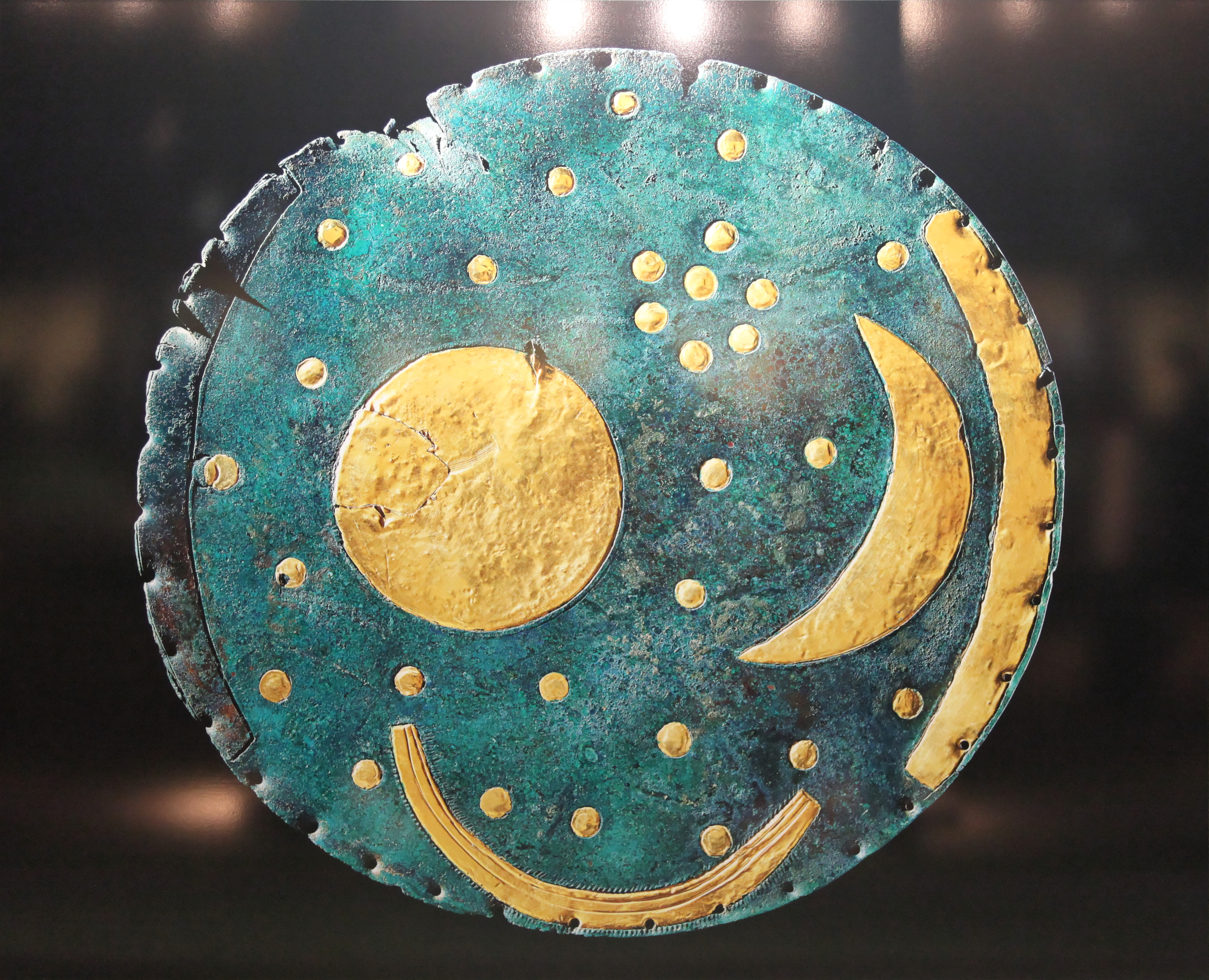
A németországi Szász-Anhalt tartományban talált nebrai korong, az égbolt első ismert ábrázolása

Az úněticei kultúra a mai Csehország területén jött létre, innen terjedt szét minden irányban. Klasszikus fázisában tíz helyi alcsoportot különítünk el::
- Csehországi csoport[12]
- Morvaországi csoport[15]
- Szlovákiai csoport, amely az ún. nyitrai csoportot követte[16]
- Alsó-ausztriai csoport[17]
- Közép-németországi csoport[18]
- Alsó-szászországi csoport[18][19]
- Niederlausitzi csoport[18]
- Sziléziai csoport[4][20]
- Nagy-lengyelországi (kościani) csoport[21][22]
- Galíciai csoport[23]

## Jellemzői

### Fémtárgyak

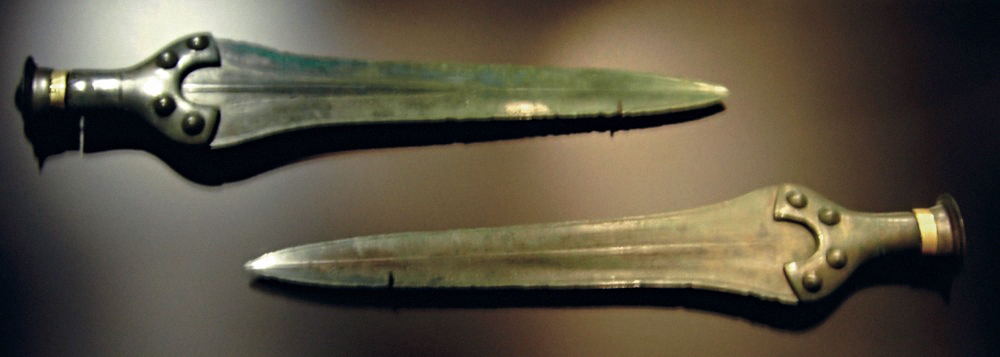
A nebrai korong mellett talált kardok (kb. i. e. 1600)

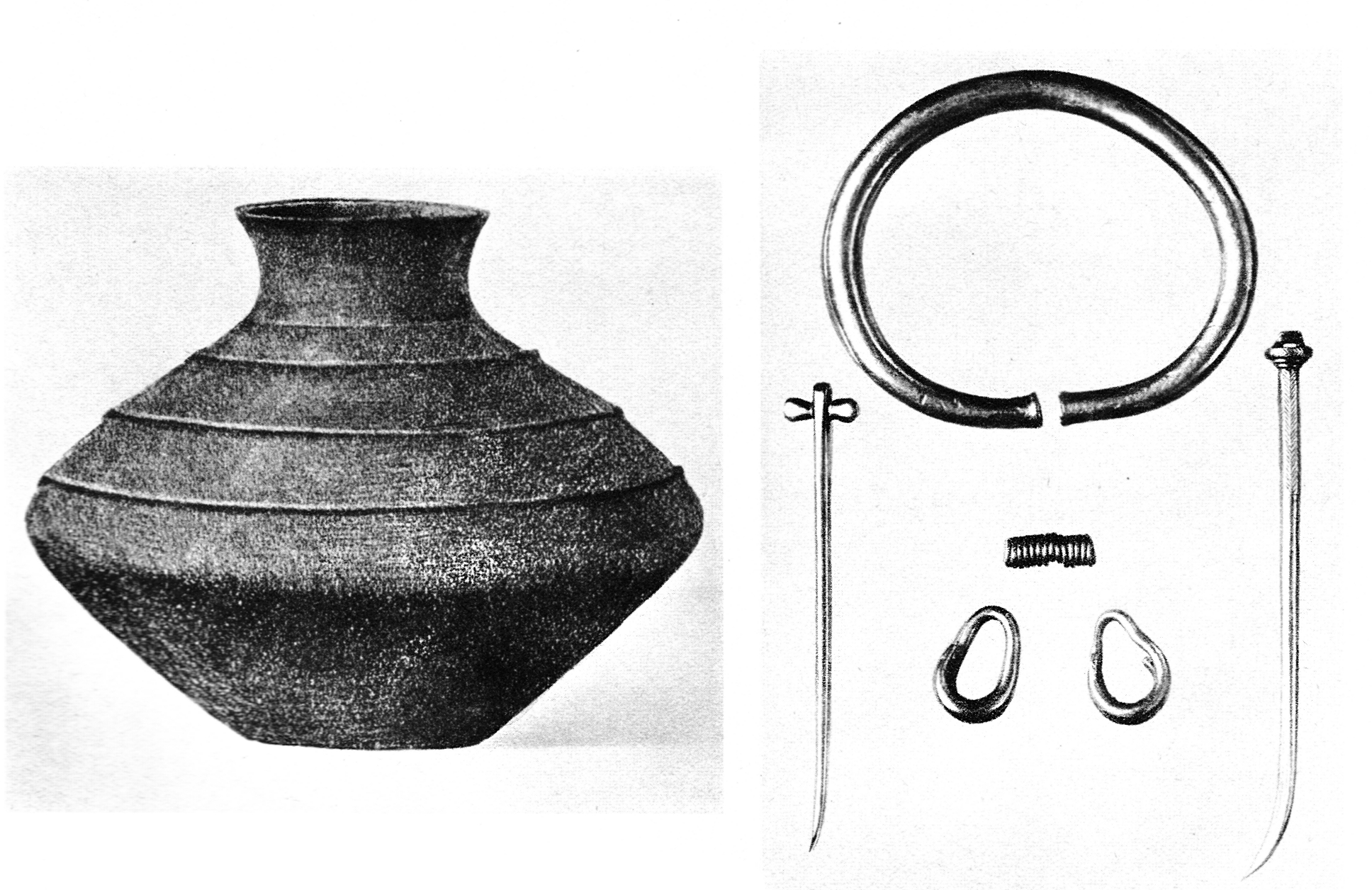
Cserépedény és aranyékszerek a helmsdorfi halomsírból (i. e. 1840)

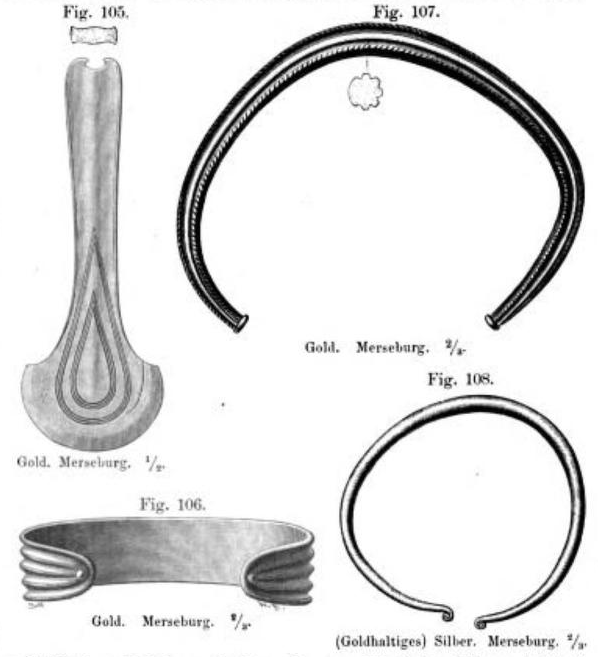
Dieskaui aranytárgyak

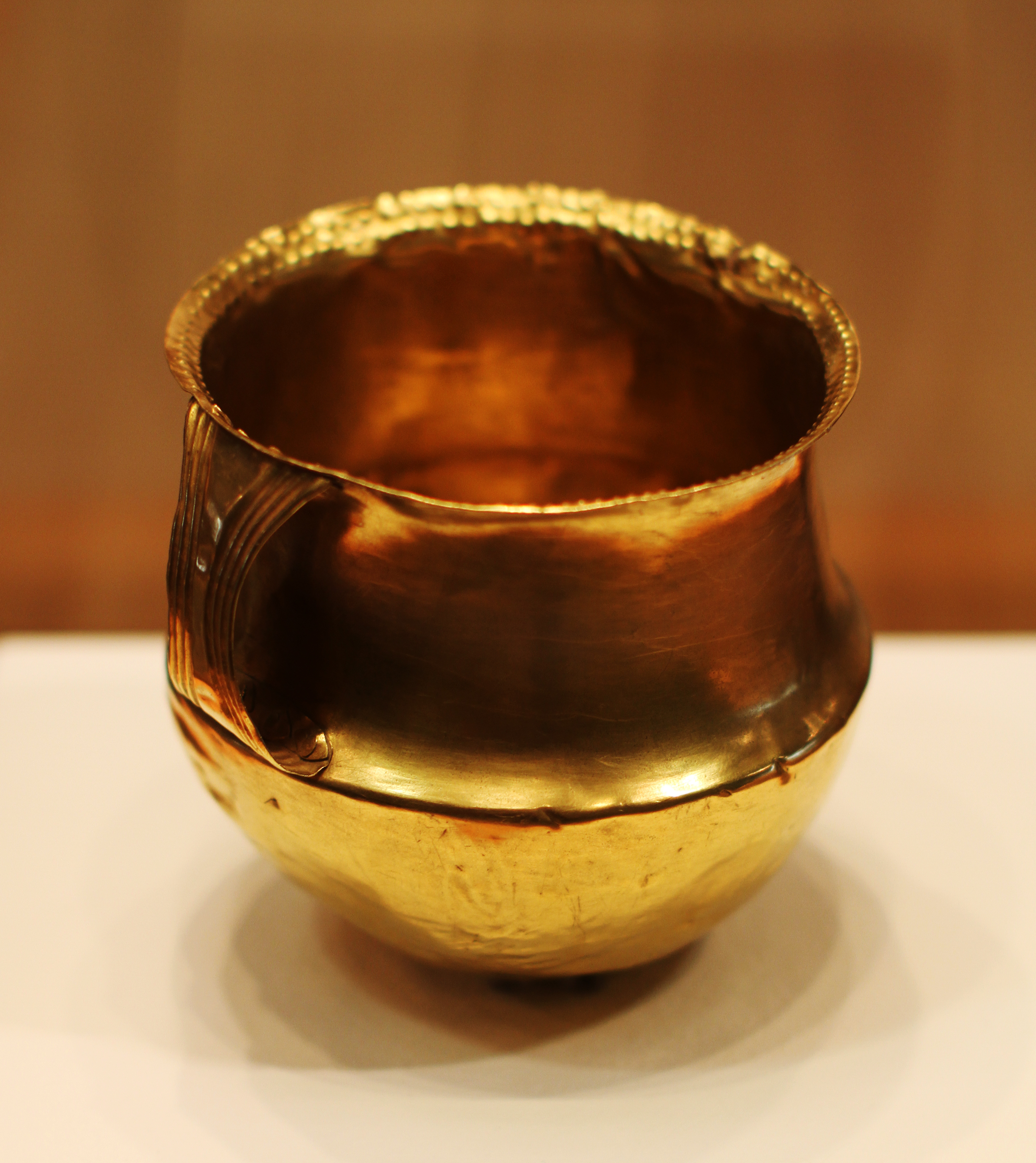
Aranycsésze Wachberg-Fritzdorfból (i. e. 1800–1600)

A kultúra jellegzetes fémtárgyai közé tartoznak az öntött nyakperecek, laposbalták, lapos, háromszögletű tőrök, spirális végű karperecek, korong- és lapátvégű tűk, hajgyűrűk. Ezek nagy területen elterjedtek egész Közép-Európában és azon is túl. 
Az öntvények sokszor kincsleletekben találhatók, amelyek akár hatszáz darabból is állhatnak. Előfordulnak fémbaltákból álló kincsleletek, a szászországi Dieskauban 293 baltát találtak egy helyen, vagyis a baltákat öntvényként is használhatták. Kb. i. e. 2000 után a kincsleletek eltűnnek és csak az urnamezős kultúrában térnek vissza újra. Ezeket a kincsekről korábban azt gondolták, hogy vándor bronzöntők raktárai lehettek vagy mint értékeket rejtették el ellenséges támadás előtt. A németországi Adlerbergben jórészt ékszereket tartalmazó kincset is találtak. 
A régészek véleménye szerint az úněticei fémművesség bronzfegyverei, bár modern technológia alapján, nagy mennyiségben készültek, elsősorban a gazdagoknak szolgáltak státuszszimbólum gyanánt és nem osztották szét őket a harcosok között, tényleges használatra. Például az adlerbergi temetőben talált egyik férfi nyíllövés miatt halt meg, de a nyíl hegye tűzkőből készült.
Az égboltot ábrázoló híres nebrai korong az úněticei kultúra közép-németországi csoportjához köthető.

### Temetkezés
Szerkezeti szempontból az úněticei sírokat ún. lapos sírokra és halomsírokra oszthatjuk. A holttesteket többnyire eltemették, de előfordult égetés is.
A tipikus úněticei temető a település mellett volt, többnyire dombon vagy lejtőn, patak vagy folyó közelében. A temető és a falu távolsága csak nagyon ritkán haladta meg az egy kilométert. A sírokat többnyire szimmetrikus sorokba, utcákba rendezték. A sírokat a csillagok és a nap állásának megfelelően orientálták, ami komoly csillagászati ismereteket feltételez.

#### Lapos sírok
A tipikus úněticei lapos sír egy szögletes vagy ovális gödör volt, 1-1,9 m hosszú, 0,6-1,2 m széles és 0,3-1,5 m mély. Alakjuk és mélységük alapján szögletes, homorú, trapéz alakú vagy homokóra alakú alcsoportba lehet őket sorolni.
A kultúra egyik jellegzetessége a holttest helyzete a sírgödörben. A halottat többnyire kissé összegörnyedt helyzetben, mindig észak-déli irányban tájolva temették el, fejjel délnek és az arca kelet felé nézett. 
A klasszikus fázisban (kb. i. e. 1850–1750) mindenki nagyon hasonló temetési szertartásban részesült, kortól és nemtől függetlenül. A férfiakat és nőket ugyanúgy észak-déli irányban temették el. Sírmellékletként cserépedényeket (általában 1-5 darabot), bronztárgyakat (ékszereket és személyes tárgyakat, gyűrűket, hajdíszeket, tűket stb.), csonttárgyakat (amuletteket, szerszámokat, köztük varrótűket), néha tűzkő szerszámokat (a Nowa Wieś Wrocławska-i "íjász" esetében pl. színes tűzkő nyílhegyeket) helyeztek melléjük.
Az esetek kb. 20%-ában kövekkel is kirakták a sírt, mint ahogyan a közép-európai kora bronzkori kultúrákban is szokás volt. A holttestet esetenként növényi anyagokból készült takaróval vagy koporsóval védték, de az esetek többségében nem fedték le semmivel sem. Alsó-Sziléziában fakoporsós temetkezésre bukkantak, de pl. a Poznań melletti Bruszczewóban olyan sírt is feltártak, ahol a halottat vesszőfonatból készített koporsóban temették el. A fakoporsót egyetlen fatörzsből faragták szögletes vagy csónak formájúra. Különösen a lengyelországi Przecławicében feltárt temetőben volt elterjedt a koporsós temetkezés. A korábbi kultúrák közül a térségben a harangedényes és zsinegdíszes kultúrák is hasonlóan temették el a halottaikat.

#### Halomsírok, fejedelemsírok

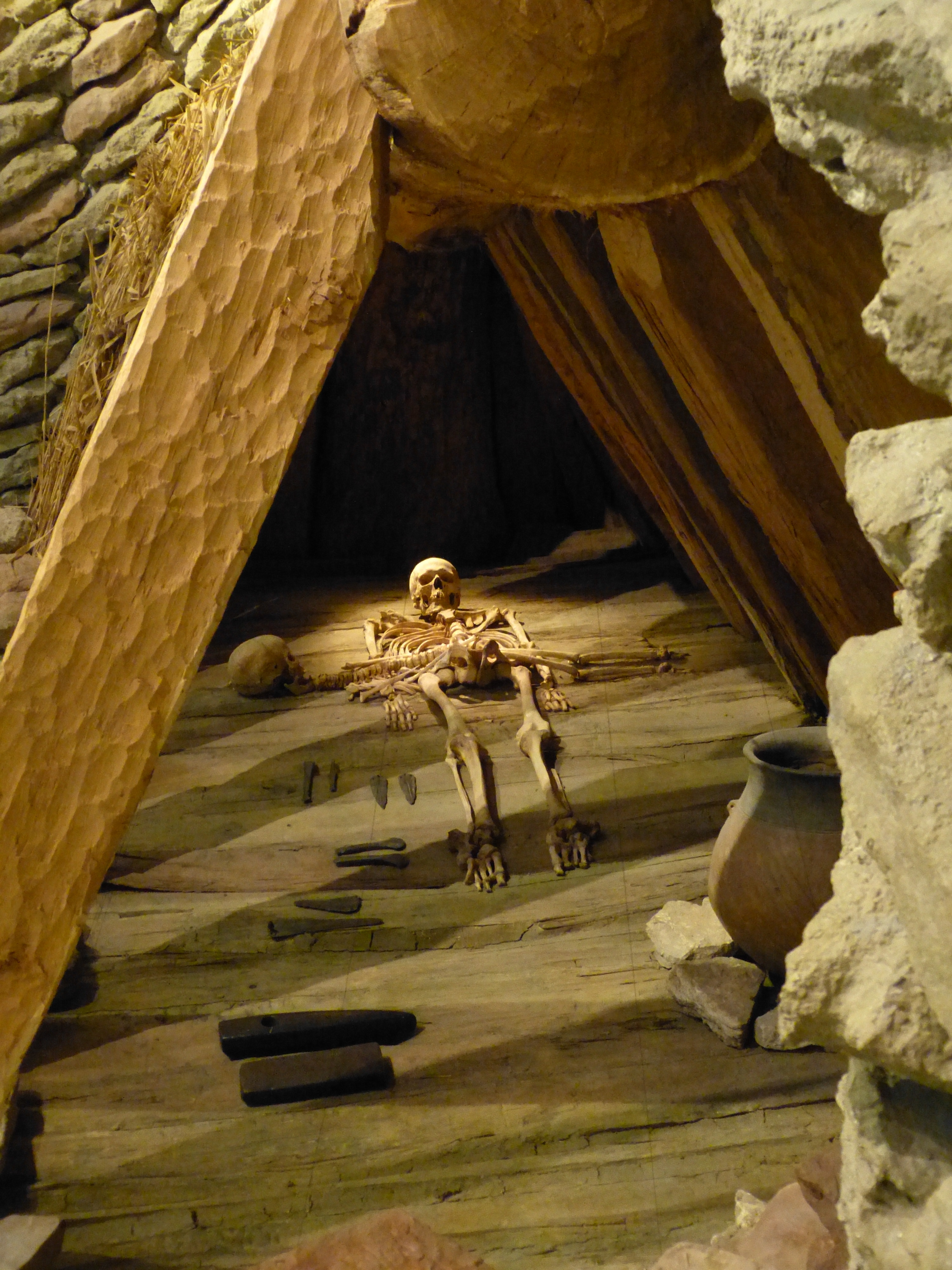
A leubingeni sírkamra rekonstrukciója

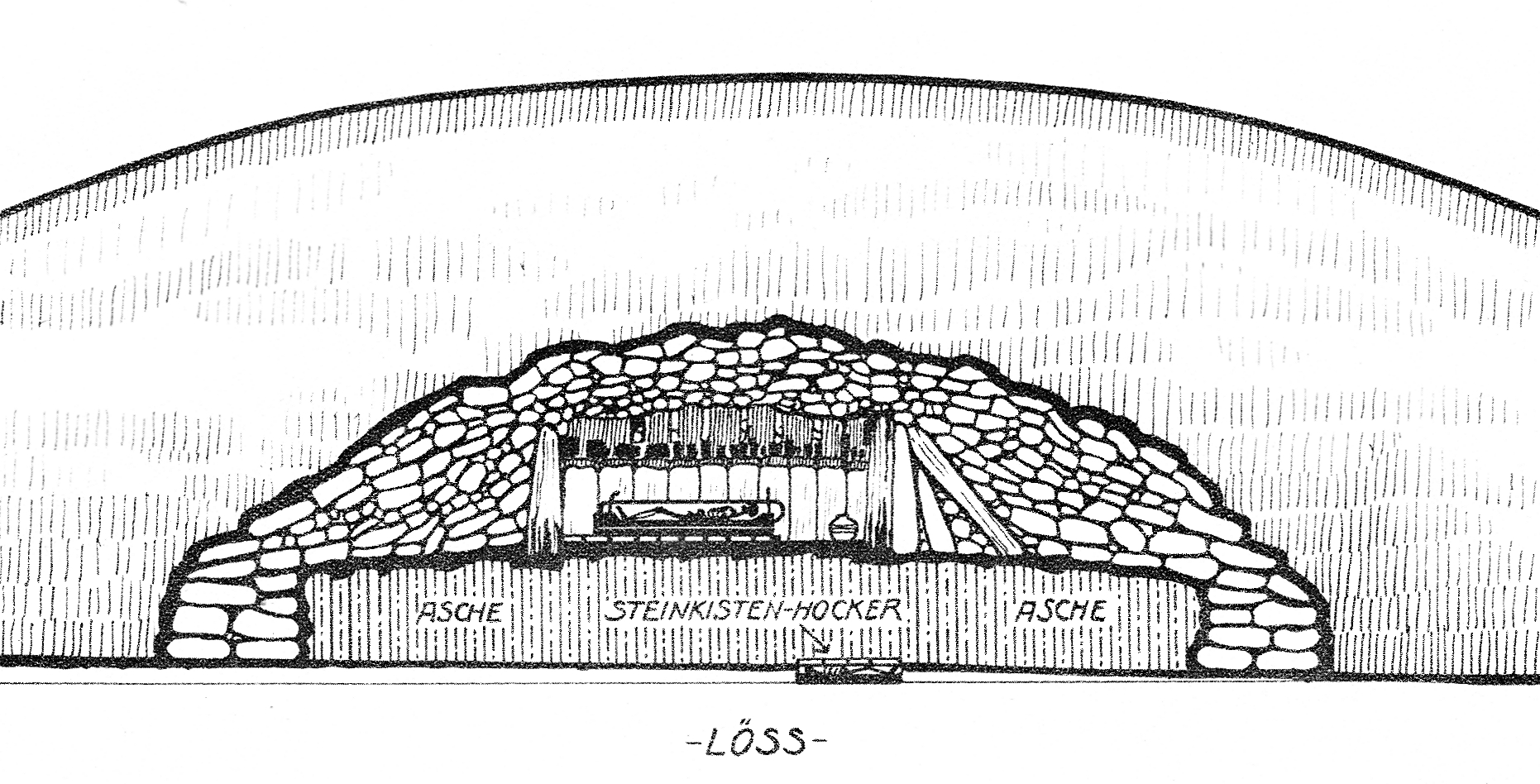
A helmsdorfi halomsír szerkezete

Eddig több mint ötven, az úněticei kultúrához köthető halomsírt találtak Közép-Európában, de ezeknek csak mintegy 60%-át tárták fel a mai követelményeknek megfelelően. Különösen a 19. század elején fordult elő (pl. a lengyel Kościani járásban) hogy ezeket kirabolták vagy más módon pusztították el. A legtöbb úněticei halomsír (vagy ahogy néha nevezik, fejedelemsír) a következő helyeken található meg:
- Csehországban Prága közelében, pl. Brandýs, Březno, Mladá Boleslav, Prága 5. (Řeporyje) és 6. (Bubeneč) kerülete;
- Németország középső részen, mint Leubingen, Helmsdorf, Baalbergében, Dieskau II, Sömmerda I–II[33] és Groß Gastrose;
- Lengyelországban pl. Łęki Małe I–V, vagy Sziléziában pl. Szczepankowice Ia–Ib, Kąty Wrocławskie.

A halmok mérete változó, de a legnagyobb a kościani csoportban található 4. számú halomsír, melynek szélessége 50 m, mai magassága pedig 5-6 m. A klasszikus fázisban a tipikus fejedelemsír kb. 25 m átmérőjű volt és 5 m magas.

### Kereskedelem

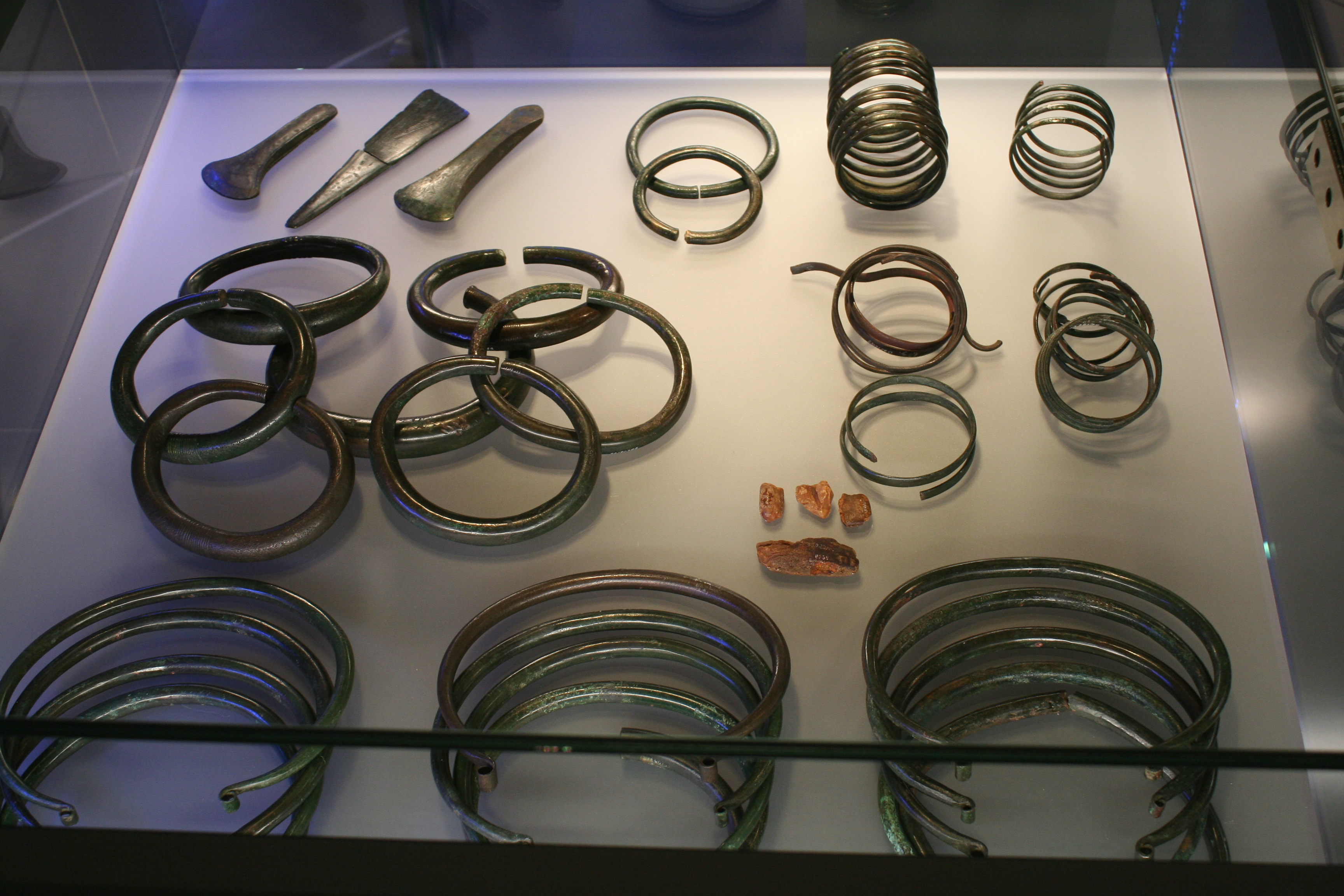
Bronzékszerek, -eszközök és borostyán

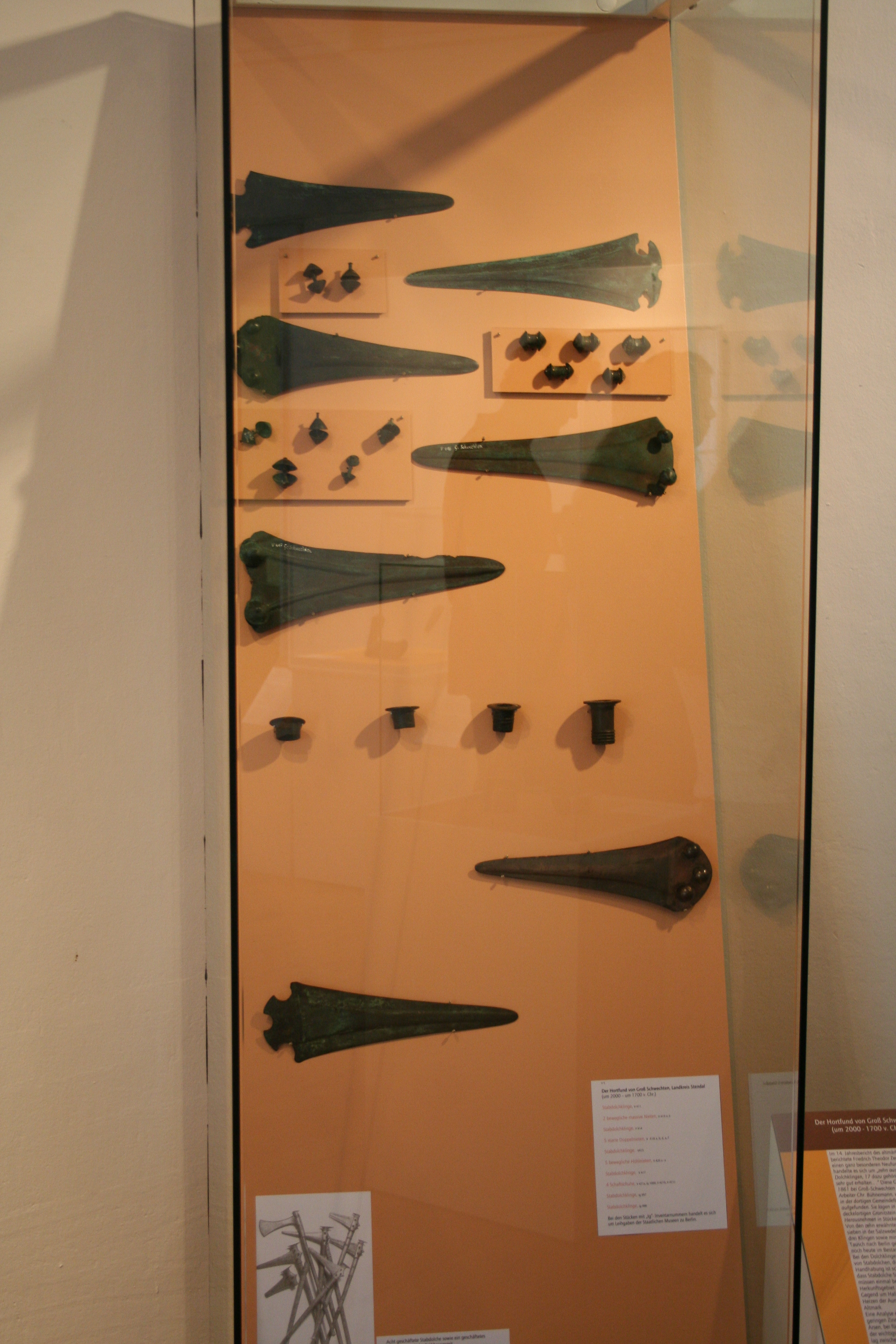
Tőrbalta (alabárd) pengék

Az úněticei kultúrának messzi földekre vezető kereskedelmi kapcsolatai voltak, még a britanniai wessexi kultúrával is. Fémtárgyaik többnyire rézből készülte; az arzénnel, antimonnal, ónnal ötvözött bronztárgyak csak a későbbi fázisban váltak általánosan elterjedtté. Az egyik kivétel a singeni temető, ahol a bronztőrök óntartalma a 9%-ot is elérte; ezek talán Bretagne-ban készültek, ahol ebben a korban gyakoriak voltak a magas óntartalmú bronztárgyak, de a corwalli ón is elért a kontinensre. Egy ír jellegű, félhold alakú arany nyakperecet is találtak a hesseni Butzbach úněticei temetőjében. Kereskedtek borostyánnal is, többek között a balti térségből.
Közép-Európában és Észak-Olaszország számos kora vagy középső bronzkori lelőhelyén (többek között úněticein is) találtak cserépből (néha kőből) készült táblákat, amelyeken sorokba rendezett mértani alakzatok (körök, vonalak, pontok, keresztek, stb.) láthatók. Funkciójuk nem ismert és nem tudjuk, mit jelentenek a jelek. A legelfogadottabb elmélet szerint a kereskedelemben (talán fémtárgyak kereskedelmében) használták őket.

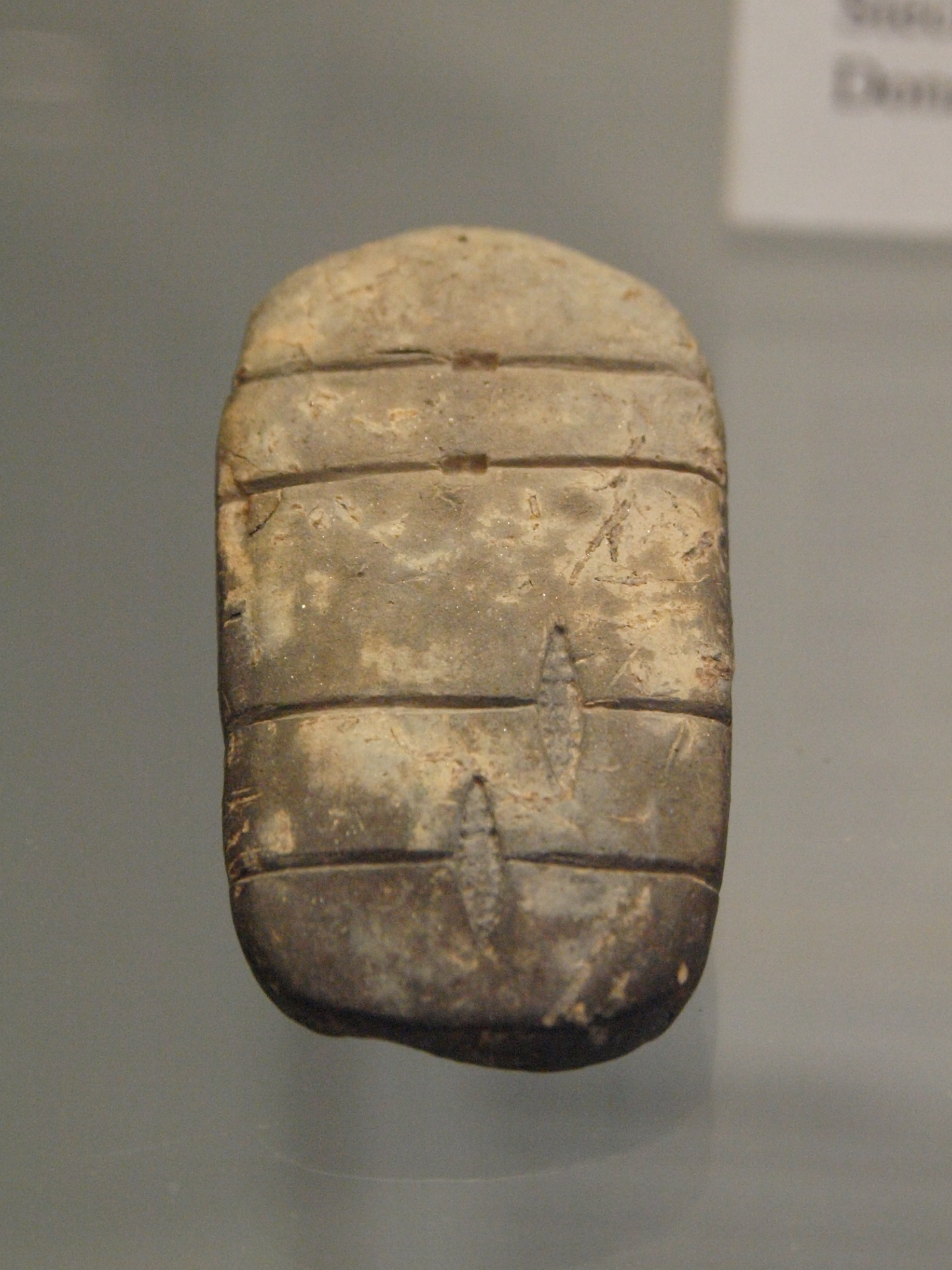
Cseréptábla a németországi Mangoldingból
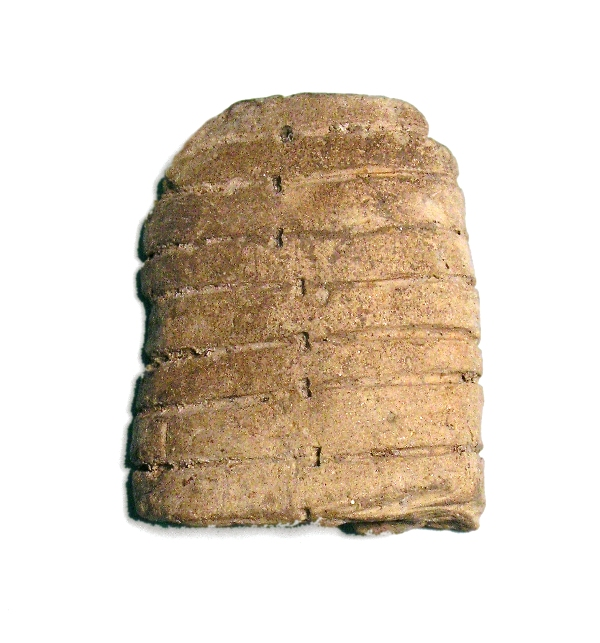
Olaszországban talált táblatöredék
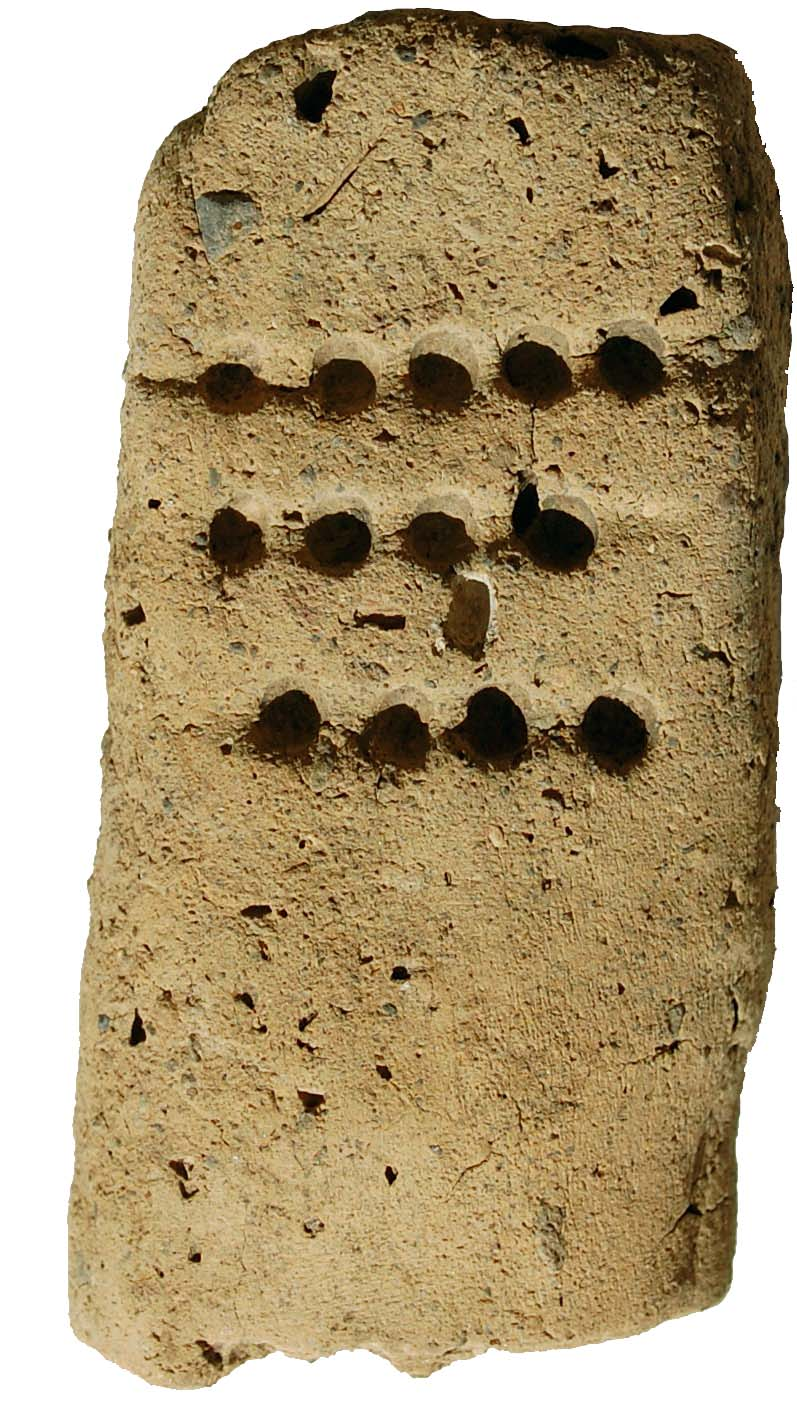
Olaszországi tábla

### Települések
A leginkább tipikus úněticei lakóépületeket Csehországban találhatjuk. A négyszögletes, nyeregtetős házak szerkezete fából készült, bejáratuk nyugatra nyílt. A tetőt szalmával vagy hasonló növényi anyagokkal fedték, amely amellett hogy védett az esőtől, jó hőszigetelést is biztosított. A falakat vesszőkből, ágakból fonták és a külső falakat sár, agyag, trágya és szalma keverékével tapasztották be. A csehországi Březnónál feltárt ház 24 méter hosszú volt és 6,5 m széles.
A kultúra egyik jellegzetessége a házak alá ásott mély, tágas tárolóvermek, amelyeknek hengeres vagy kissú kúpos nyaka, ívelő falai és nagyjából lapos alja volt. Ezekben többek között gabonát tároltak.
A települések döntő többsége igen kicsi volt és csak néhány házból állt, de találtak nagyobb falvakat is (pl. Bruszczewóban vagy Radłowicében) amelyeket sánccal és gerendafalakkal erődítettek meg. Utóbbiak feltehetően politikai és kereskedelmi központként szolgáltak. Jelentős úněticei települést tártak fel még többek között a szlovákiai Verebélyen  és Kisváradon, valamint a németországi Lebingenben. 

## Genetikai kutatások
2015-ben megvizsgálták 8 németországi csontváz genetikai anyagát, amelyeket németországbeli úněticei lelőhelyeken találtak, és i. e. 2200–1800 között temették el őket. A minták Y kromoszómája közül 3 az  I2a2, I2c2 és I2 haplocsoporthoz tartozott, míg a mitrokondriális DNS esetében kettő az I3a, a többi az U5a1, W3a1, U5b2a1b, H4a1a1, H3 és V haplocsoportokba. Az úněticeiek közeli rokona voltak a jamnaja, harangedényes és zsinegdíszes kultúrák tagjainak; vagyis őseik a keleti sztyeppékről vándoroltak Közép-Európába az indoeurópaiaknak tulajdonított migráció során.
Egy másik 2015-ös kutatás során 7, a mai Lengyelországban és Csehországban eltemetett úněticei DNS-ét szekvenálták. Mitokondriális DNS-ük a U4, U2e1f1, H6a1b, U5a1b1, K1a4a1, T2b és K1b1a haplocsoportokba tartozott. A tanulmány szerzői megállapítják, hogy a zsinegdíszes, harangedényes, úněticei és északi bronzkori kultúrák tagjai genetikailag igen hasonlóak és közel állnak a jamnajai kultúra hordozóihoz.

## Fordítás
Ez a szócikk részben vagy egészben  az   Unetice culture című angol Wikipédia-szócikk ezen változatának fordításán alapul.  Az eredeti cikk szerkesztőit annak laptörténete sorolja fel. Ez a jelzés csupán a megfogalmazás eredetét és a szerzői jogokat jelzi, nem szolgál a cikkben szereplő információk forrásmegjelöléseként.